# Alfredo de Laffitte
Alfredo de Laffitte Obineta (San Sebastián, 11 de febrero de 1854-San Sebastián, 6 de septiembre de 1934) fue un periodista y político español.
Colaboró con diversos periódicos y revistas, incluidos Diario de Barcelona, Euskal-Erria, Noticiero Bilbaíno, El Pueblo Vasco, El Anunciador Vitoriano, Novedades y La Esfera. Fue, asimismo, autor de los libros Tierra euskara: excursiones, cuadros y notas de Guipúzcoa (1886) y La prensa mundial (1923). Fue miembro correspondiente de la Real Academia de la Historia.